# 高橋陽子 (漫画家)
高橋 陽子（たかはし ようこ、1961年 - ）は日本の漫画家・イラストレーター。東京都出身。女性。

## 来歴
女子美術大学卒業。1990年代前半に、婦人生活社の育児雑誌「プチ・タンファン」に『陽子ママの子育てアタフタ日記』を連載。同じ雑誌に連載された田島みるく『あたし天使あなた悪魔』や青沼貴子『ママはぽよぽよザウルスがお好き』と並んで育児コミックの先駆けとなる。以後も、主にコミックエッセイやイラストレーションのジャンルで活躍する。
銅版画家・絵画講師としても活動している。

## 作品リスト
- 「日本人でも知らない!?外国人の大疑問」
- 「50代からの体力革命」
- 「50代からのお仕事探しアタフタ日記」
- 「50歳前からのココカラ手帖」
- 「陽子ママの土曜日の子育て」
- 「陽子ママの子育てのオキテ」
- 「陽子ママの子育て探検隊」
- 「陽子ママの子育て星」
- 「陽子ママのふつうの子育て」
- 「陽子ママの子育てアタフタ日記」